# Blake Lee Spahr
Blake Lee Spahr (* 11. Juli 1924 in Carlisle; † 29. September 2006 in Walnut Creek) war ein US-amerikanischer Germanist.

## Leben
Er war von 1942 bis 1945 und ein weiteres Jahr als deutscher Übersetzer in Paris tätig. Er erwarb 1952 an der Yale University den PhD. Er trat 1955 der germanistischen Fakultät der UC Berkeley bei, um Literatur des 17. Jahrhunderts zu lehren. Er war unter anderem Doktorvater von Charles Stephen Jaeger.

## Schriften (Auswahl)
- The Archives of the Pegnesischer Blumenorden. A survey and reference guide. Berkeley 1960, OCLC 891243566.
- Anton Ulrich and Aramena. The genesis and development of a baroque novel. Berkeley 1966, OCLC 879085935.
- Problems and perspectives. A collection of essays on German baroque literature. Frankfurt am Main 1981, ISBN 3-8204-6220-1.
- Andreas Gryphius. A modern perspective. Columbia 1993, ISBN 1-87975-165-8.[1]